# Josef ben Šlomo Delmedigo
Josef ben Šlomo Delmedigo (též psáno Del Medigo, Jašar Mi-Kandia, Jašar Ha-Rofe nebo zkráceně jen Jašar; hebrejsky ישר מקנדיא nebo יוזף שלמו דלמדיגו) (16. června 1591 Candia – 16. října 1655 Praha) byl rabín, lékař, astronom, matematik, hudební teoretik, cestovatel a všestranně nadaný renesanční sefardský učenec. Poslední část života strávil v rudolfinské Praze, zde je i pohřben na Starém židovském hřbitově. Jedná se pravděpodobně o nejvýznačnější sefardskou osobnost v českých dějinách.

## Život
Narodil se v Heráklionu (benátský název je Candia) na řeckém ostrově Kréta. Studoval u svého otce a posléze v akademickém roce 1609 až 1610 na univerzitě v Padově u Galilea Galileiho, kterého ve svém díle nazývá „rabbi Galileo“ (ovšem patrně ve smyslu „učitel“, pro titul rabína se užíval termín „morejnu ha rav rabbi“, tj. „náš učitel, pan rabín“).
Po ukončení studií roku 1613 se přestěhoval do Benátek, kde strávil rok ve společnosti Leona de Modeny a Simona Luzzata. Z Benátek se posléze vrátil na Krétu. Odtud se vydal na pouť do Alexandrie a Káhiry, kde se mj. účastnil veřejné matematické soutěže s místními matematiky.
Z Egypta se přestěhoval do Konstantinopole, kde roku 1619 uskutečnil astronomické pozorování komety. Z Istanbulu se vydal po karaitských komunitách ve východní Evropě, dále procestoval Litvu, Polsko, Ukrajinu, Německo, kde působil ve Frankfurtu, až konečně roku 1623 dorazil do Amsterdamu, kde se na nějakou dobu usadil. Působil zde jako lékař („el medigo“), matematik, astronom, ale také jako rabín, kazatel a poradce místních bohatých měšťanů a nizozemské šlechty. Zde také vydal své nejznámější dílo Sefer elim u nakladatele Menasse ben Israele.
Nakonec se Jašar usadil v největší židovské obci tehdejší Evropy – v Praze – kde působil deset let. Za svého života byl všeobecně znám a uznáván, mimo jiné jako matematik, polyglot, myslitel a také byl znám díky své, na tehdejší dobu objemné sbírce knih a rukopisů. Jeho nejznámějším dílem je Sefer Elim, ve které pojednává o rozličných tématech, např. matematice, metafyzice, astronomii, přírodních vědách, ale i filozofii či hebrejské abecedě.
Pochován je na Starém židovském hřbitově v Praze.

## Dílo (část)

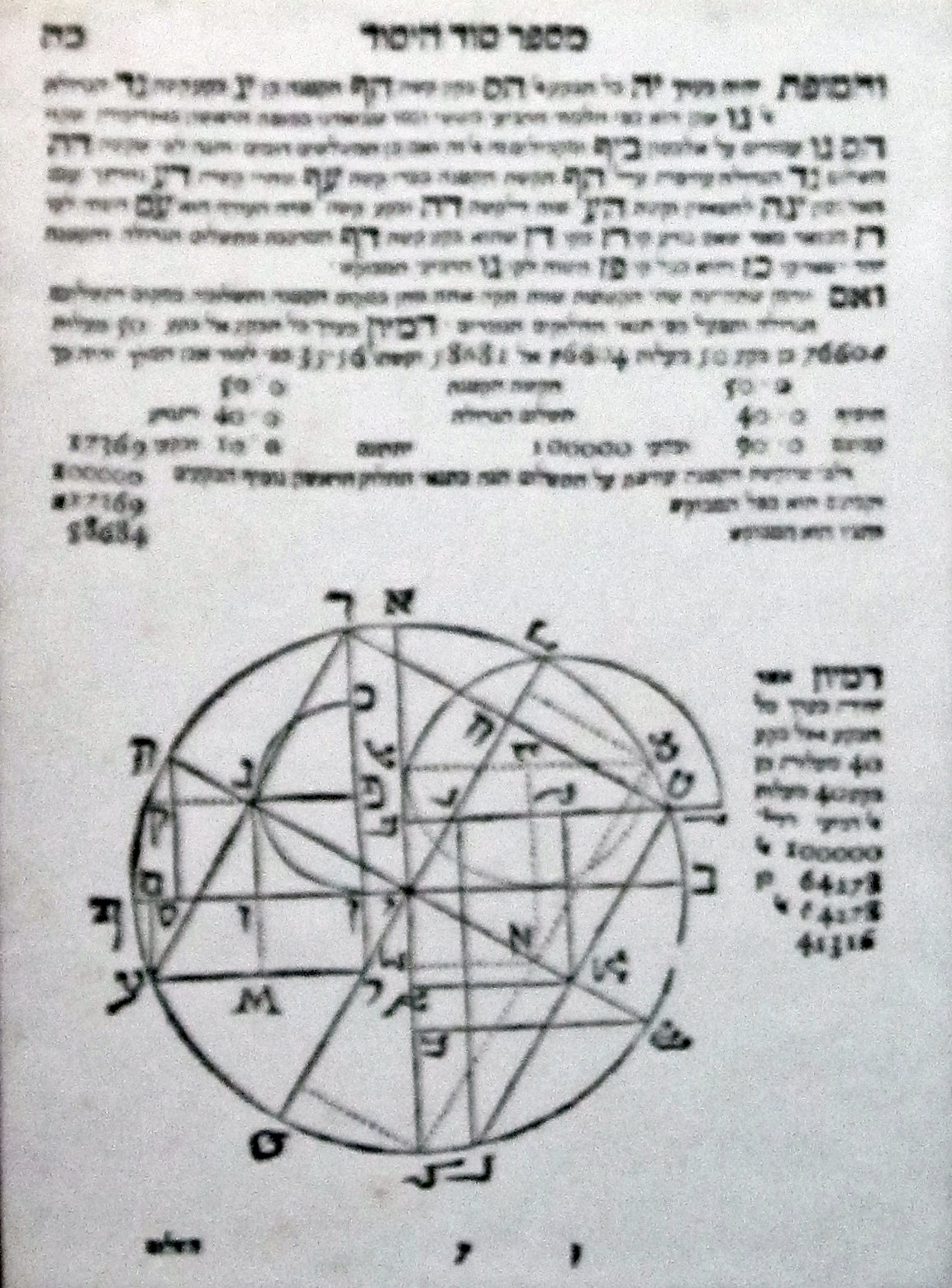
Sefer Elim

- Ja’ar Levanon („Libanonský les“), nedokončeno.
- Sefer elim („Kniha dlaní“), Amsterdam 1629.
- Sefer ma’ayan gannim, Amsterdam 1629 (Oděsa 1864).
- Sefer ta’alumot chochma, Basel-Hanau 1629–1631.

## Náhrobek

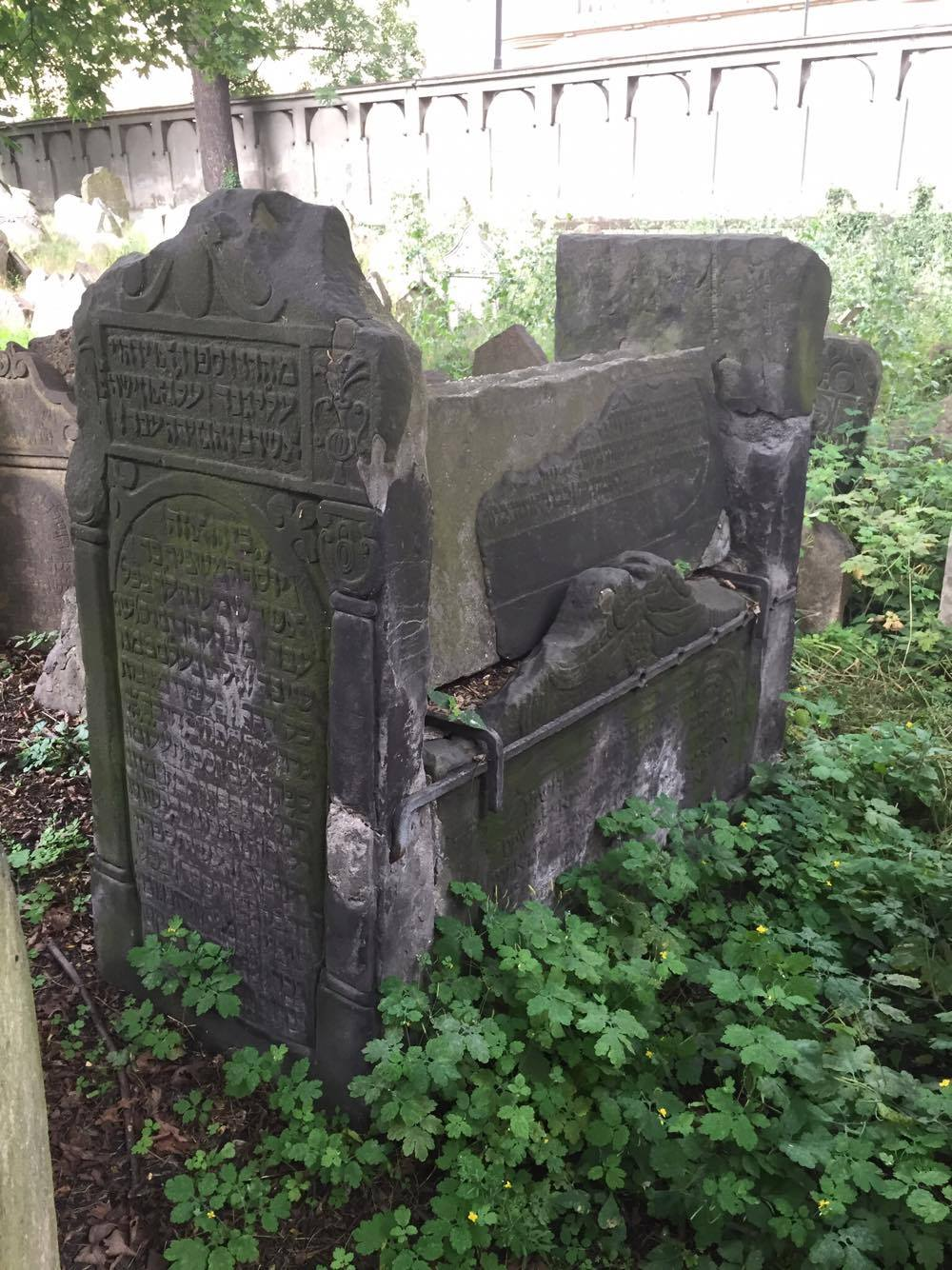
Tumba Josefa Delmediga, řečeného "Jašar z Candie", na Starém židovském hřbitově v Praze

Jašar je pochován na Starém židovském hřbitově v Praze, a to v honosné tumbě na severovýchodním okraji hřbitova.